# Ornithocarpa
Ornithocarpa é um género botânico pertencente à família Brassicaceae.